# سحار سيليسي

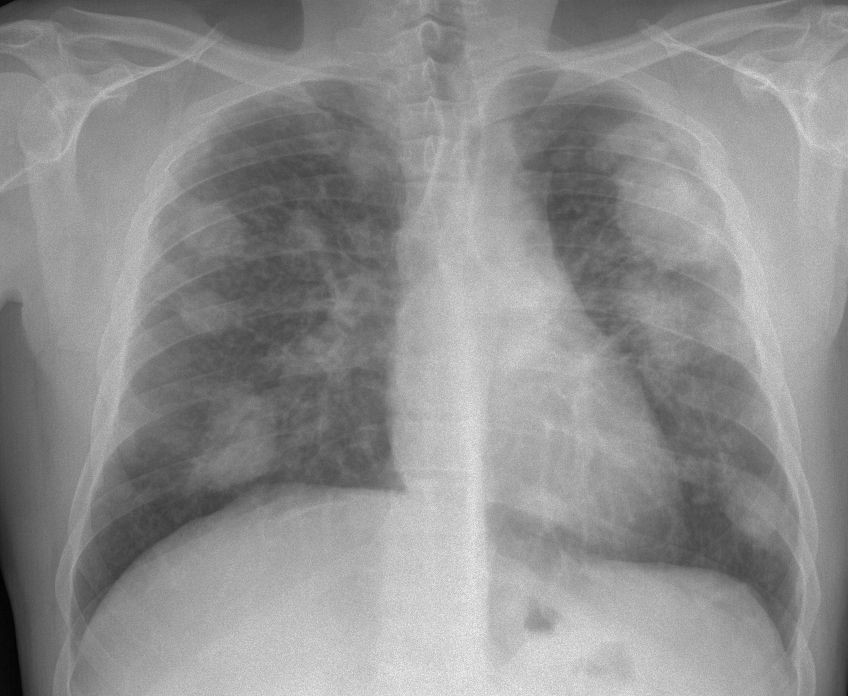
صورة أشعة سينية لرئة مريض بسحار سيليسي

السحار السيليسي أو مرض تحجر الرئة أو السيليكوسيس (بالإنجليزية: Silicosis)‏ () شكل من أشكال أمراض الرئة المهنية الناجمة عن استنشاق غبار السيليكا البلورية. يتميز بالتهاب وتندب يأخذ شكل آفات عقيدية في الفصوص العليا للرئتين. وهو أحد أشكال تغبر الرئة.
يتميز السحار السيليسي (خاصة الشكل الحاد) بضيق في التنفس وسعال وحمى وزرقة (جلد مزرق). غالبًا ما يُشخص بشكل خاطئ على أنه وذمة رئوية (سائل في الرئتين) أو ذات رئة أو مرض السل.
بلغت وفيات السحار السيليسي 46000 حالة على مستوى العالم في عام 2013، انخفاضًا عن 55000 حالة وفاة في عام 1990.
استُخدم مصطلح السحار السيليسي في الأصل عام 1870 من قبل أكيل فيسكونتي (1836–1911)، محضر التشريح في مستشفى ماجوري في ميلانو. يرجع اكتشاف مشاكل الجهاز التنفسي الناجمة عن استنشاق الغبار إلى الإغريق والرومان القدماء. كتب أغريكولا، في منتصف القرن السادس عشر، عن مشاكل الرئة الناجمة عن استنشاق الغبار لدى عمال المناجم. في عام 1713، لاحظ برناردينو راماتسيني أعراض الربو ووجود مواد شبيهة بالرمل في رئتي قاطعي الأحجار. مع تطور الصناعة، على عكس زمن استخدام الأدوات اليدوية، زاد إنتاج الغبار. أُدخلت المطرقة الثاقبة في عام 1897 وأُدخل السفع الساحج نحو عام 1904، إذ ساهم كلاهما كثيرًا في زيادة انتشار السحار السيليسي.

## العلامات والأعراض
نظرًا لبطء تطور السحار السيليسي المزمن، قد لا تظهر العلامات والأعراض إلا بعد سنوات من التعرض. تشمل العلامات والأعراض ما يلي:
- زلة تنفسية (ضيق في التنفس) يتفاقم عند الإجهاد
- سعال، غالبًا ما يكون مستمرًا وشديدًا أحيانًا
- إعياء
- تسرع التنفس الذي غالبًا ما يكون مجهدًا،
- فقدان الشهية وفقدان الوزن
- ألم صدر
- حمى
- سواد تدريجي في الجلد (ازرقاق جلد)
- تصدعات سطحية داكنة تدريجية في الأظافر تؤدي في النهاية إلى تشققات إذ تتمزق ألياف البروتين داخل بطانة الظفر.

في الحالات المتقدمة، قد يحدث ما يلي أيضًا:
- زرقة، شحوب على طول الجزء العلوي من الجسم (ازرقاق جلد)
- مرض القلب الرئوي (مرض البطين الأيمن)
- قصور الجهاز التنفسي

يكون مرضى السحار السيليسي عرضة خصوصًا لعدوى السل (المعروفة باسم السل السيليسي). لا يعد سبب زيادة المخاطر واضحًا (زيادة بنسبة 3 أضعاف). يُعتقد أن السيليكا تدمر البلاعم الرئوية، ما يعيق قدرتها على قتل المتفطرات. حتى العمال الذين تعرضوا للسيليكا لفترة طويلة، دون الإصابة بالسحار السيليسي، يكونون معرضين للإصابة بالسل السيليسي بنفس المقدار. 

## العلاج
يعد السحار السيليسي مرضًا مزمنًا لا علاج له. تركز خيارات العلاج المتوفرة حاليًا على تخفيف الأعراض ومنع أي تفاقم إضافي للحالة. وتشمل:
- عملية غسيل الرئة بعد التعرض للغبار السيليكا (هي الطريقة الوحيدة الناحجة التي تقلل الاضرار أو تمنعها في المراحل المبكره بعد التعرض للغبار )
- عملية غسل القصبات والأسناخ (غسيل جزئي للرئة)
- وقف التعرض للسيليكا المحمولة في الهواء وغبار السليكا ومهيجات الرئة الأخرى، بما في ذلك تدخين التبغ.
- مضادات السعال.
- المضادات الحيوية لعلاج عدوى الرئة البكتيرية.
- الوقاية من مرض السل في حال إيجابية اختبار التوبركولين أو اختبار تحرر الإنترفيرون غاما الدموي.
- الأدوية المضادة للسل (نظام متعدد الأدوية) لمن يعانون من مرض السل النشط.
- العلاج الفيزيائي للصدر للمساعدة على تصريف المخاط.
- إعطاء الأكسجين لعلاج نقص التأكسج، إن وُجد.
- موسعات قصبية لتسهيل عملية التنفس.
- يعد زرع الرئة لاستبدال الأنسجة الرئوية التالفة العلاج الأكثر فعالية، لكنه مرتبط بمخاطر شديدة خاصة بجراحة زرع الرئة بالإضافة إلى عواقب التثبيط المناعي على المدى الطويل (على سبيل المثال، العدوى الانتهازية).
- بالنسبة للسحار السيليسي الحاد، قد يخفف غسل القصبات والأسناخ من الأعراض، لكنه لا يقلل من الوفيات الإجمالية.

## معرض صور

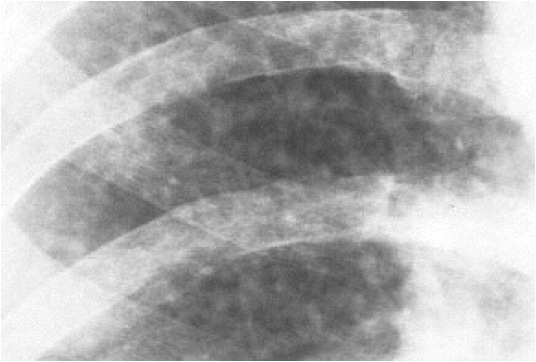
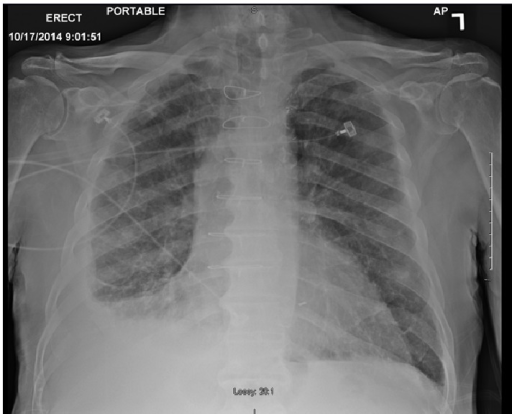
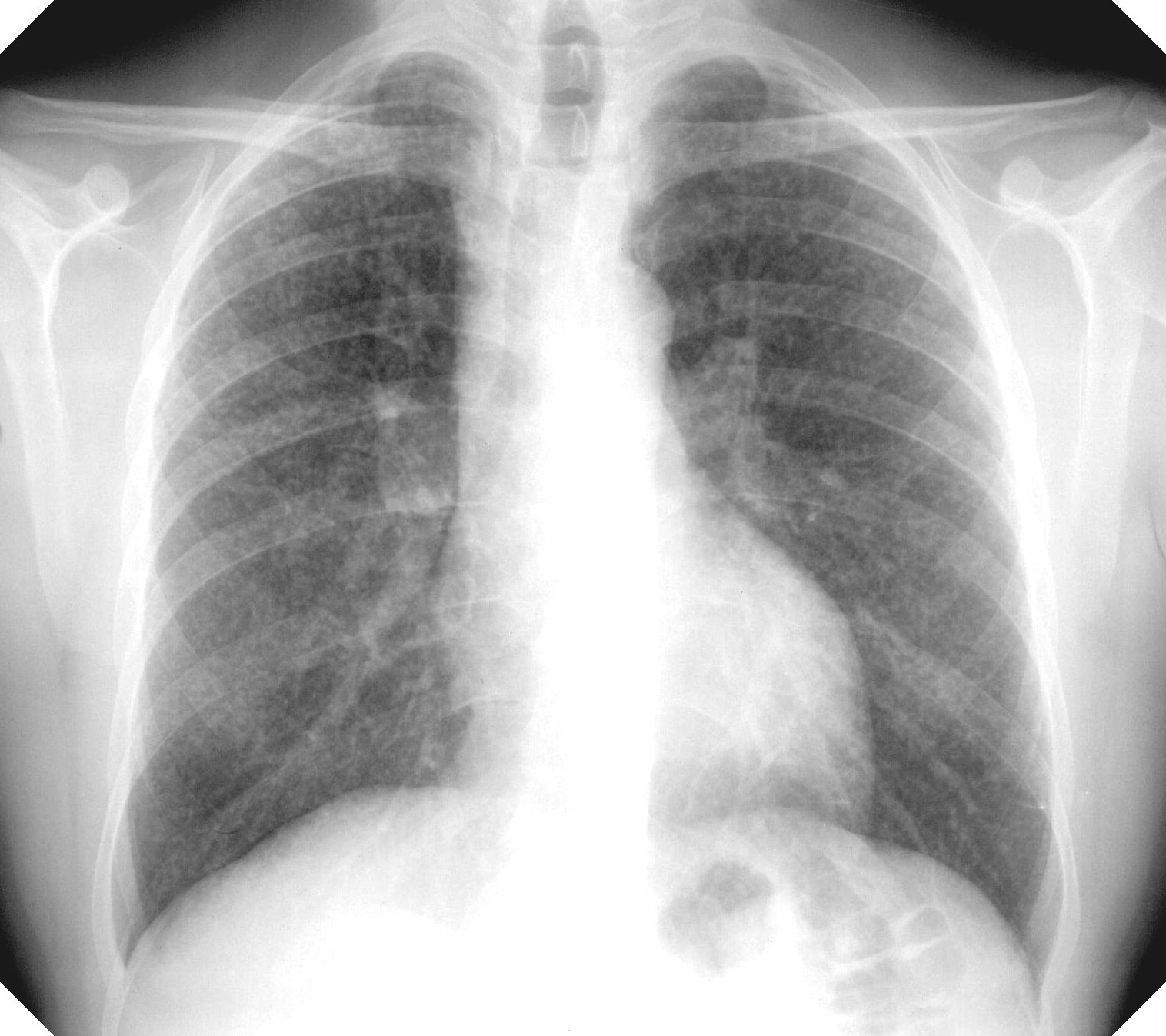